# 1686
1686 (MDCLXXXVI) var ett normalår som började en tisdag i den gregorianska kalendern och ett normalår som började en fredag i den julianska kalendern.

## Händelser

### Juli
- 17 juli – I Lüneburg bildas Evangeliska ligan, som motpol till Katolska ligan.[1]

### September
- 3 september – Kyrkolagen, som fastställer den lutherska läran och statskyrkans rättsförhållanden, utfärdas och stadfästs i hela Stormaktssverige. Sverige befästs som en luthersk enhetsstat och det stadgas bland annat att "Judar, Turckar, Morianer och Hedningar" måste döpas för att få bosätta sig i landet. I den nya tattarparagrafen byter man syn på tattare och zigenare, vilka nu accepteras i de kristna församlingarna. Barn till dessa skall döpas. Man inför också en sorts folkskola, eftersom man ålägger församlingsprästerna att undervisa barn i läskunnighet och kristendom. Kyrkolagen reglerar dessutom fattigvården och bidrar därmed till utvecklingen av sockensjälvstyret. Merparten av 1686 års kyrkolag gällde fram till 1992.

### Okänt datum
- En lagnämnd tillsätts för att utarbeta en ny svensk lagbok. Nämnden leds av Erik Lindschöld och kommer att resultera i 1734 års lag.
- En ny svensk legostadga (tjänstefolkslag) utfärdas.
- Den svenske riksdrotsen Magnus Gabriel De la Gardie dör och lämnar stora skulder efter sig. Hans maka, Maria Eufrosyne av Pfalz (syster till Karl X Gustav) går i konkurs och all egendom efter reduktionen går under klubban. Samtidigt avskaffas riksdrotsämbetet.
- I kungens frånvaro ägnar sig drottning Ulrika Eleonora åt välgörenhet. Inte mindre än 1.700 fattiga (främst i Stockholm) åtnjuter hennes stöd.
- Den adliga ätten nummer 78, Örnhjelm, introduceras på det svenska Riddarhuset under nummer 1064.
- En ny förordning stadgar att svenska armén enbart bör klä sig i inhemska tyger: den följs av en förordning 1688 där staten har som mål att ta kontroll över organiseringen av svensk textilindustri.[2]

## Födda
- 17 januari – Archibald Bower, skotsk historiker.
- 1 februari – Suzanne Henriette de Lorraine, hertiginna av Mantua och Monferrato.
- 10 april – Maria Eleonora Boncompagni Ludovisi, regerande furstinna av Piombino.
- 24 maj – Daniel Gabriel Fahrenheit, polsk-nederländsk fysiker (död 1736).

## Avlidna
- 26 april – Magnus Gabriel De la Gardie, svensk greve, riksmarskalk 1651–1653, riksskattmästare 1652–1660, rikskansler 1656–1680 och riksdrots 1680–1684.
- 4 juni – Erik Palmskiöld, svensk arkivsekreterare i Riksarkivet.
- 7 juli – Frederik Ahlefeldt, dansk adelsman och politiker, Danmarks storkansler sedan 1676.
- 20 oktober – Göran Göransson Gyllenstierna, svensk greve och riksråd.
- Ingierd Gunnarsdotter, svensk sångerska.

### Fotnoter
1. ↑   Cf. A.E. Waite, Brotherhood of the Rosy Cross, London, 1924, pp. 639 ff.
2. ↑  Du Rietz, Anita, Kvinnors entreprenörskap: under 400 år, 1. uppl., Dialogos, Stockholm, 2013